# Marie Wagner
Marie Wagner (2 lutego 1883 we Freeport, zm. 28 marca 1975 w Nowym Jorku) – amerykańska tenisistka.
Sześciokrotnie (rekord) zdobyła halowe mistrzostwo USA w grze pojedynczej (1908, 1909, 1911, 1913, 1914, 1917), cztery razy triumfowała w deblu (1910, 1913, 1916, 1917). W 1915 przegrała w finale singla z Mollą Mallory.
Dotarła także do finału US Open w 1914, przegrywając decydujący mecz z Mary K. Browne.
W latach 1913–1922 była klasyfikowana w czołowej dziesiątce tenisistek amerykańskich, w 1914 jako nr 3.
1969 została uhonorowana miejscem w Międzynarodowej Tenisowej Galerii Sławy.